# Hukerenui
Hukerenui est une localité de la région du Northland, située dans l’Île du Nord de la Nouvelle-Zélande.

## Situation
Elle siège sur le trajet de la State Highway 1/S H 1, qui passe à travers ce secteur.
La ville de Kawakawa est située au nord-ouest, et celle d'Hikurangi est au sud-est  , .

## Histoire
La colonisation commença au niveau de «Hukerenui sud» en 1886, avec la demande fait par un groupe de personnes locales pour les terrains situés sous le village du «Homestead Special Settlement system».
Le village fut ouvert pour les 25 premières familles  de colons l’année suivante. Bien que la route principale allant de Whangarei  à Kawakawa, passe à travers le village, la route n’était seulement à cet endroit qu’un mauvais chemin, qui était impraticable durant l'hiver.

## Activité économique
La recherche de gomme de kauri (chercheur de Gum (en)) était la seule source de revenus mais le Gouvernement supprima les licences de recherche de la gomme après la survenue des feux de forêt au début de l’année 1888.
Un moulin à flax situé au niveau de la ville de Towai a fourni alors quelques emplois, mais surtout certaines personnes furent employées pour construire et améliorer les routes.

## Accès
La ligne de chemin de fer de la ligne nord d’Auckland (en) atteignit le village d’Hukerenui en 1901 ou 1902 Menefy dit qu'elle fut ouverte le 1er mars 1901.
Elle fut étendue vers le nord en direction de la ville de Towai en février ou mai 1910  et vers Kawakawa en 1912 ou 1911.

## Éducation
L'école de  Hukerenui School  est une école mixte assurant tout le primaire, allant de l'année 1 à 8, avec un taux de  taux de decile de 5 et un effectif de 142 élèves.
L’école fut fondée en 1889, et amalgamée avec d’autres petites écoles sur un nouveau site en 1949. L’école de Hukerenui School se déplaça en 1975 vers le site de l'ancienne «Hukerenui District High School». Elle changea de nom de «Hukerenui School» en «Hukerenui School Years 1-8» en 1997.
L’école comprenait trois classes en 1946 et fut étendue d’un département secondaire.
Elle fut ensuite scindée pour former le «Hukerenui District High School», qui fonctionna de mars 1957 à décembre 1972.